# Golpe de Estado en Fiyi de 2006
El Golpe de Estado en Fiyi de 2006 es el cuarto golpe de Estado producido en ese país en los últimos veinte años. Fue encabezado por el comandante Frank Bainimarama el 3 de diciembre de 2006.

## Golpes de Estado en Fiyi
- El 14 de mayo de 1987. Levantamiento militar de Sitiveni Rabuka contra el gobierno del primer ministro Ratu Sir Kamisese Mara.
- El 25 a 28 de septiembre de 1987. Rabuka derroca la monarquía y acaba proclamándose la República de Fiyi.
- El 29 de mayo de 2000 se produce el tercer golpe de Estado de la historia del país. El autor, el comodoro Josaia Voreqe Bainimarama, derroca al primer ministro Mahendra Pal Chaudhry.
- El 5 de diciembre de 2006. Cuarto golpe de Estado de Bainimarama, esta vez contra el primer ministro Laisenia Qarase.

## Antecedentes al golpe
En Fiyi, principalmente, conviven 2 grupos étnicos diferenciados. Por un lado nativos fiyianos y por otro indo-fiyianos. La mayoría de la población es del primer grupo, lo que en ocasiones crea discriminación hacia el otro. El conflicto racial parecía superado en 1999, cuando Mahendra Chaudhry, un indo-fiyiano, alcanzaba el puesto de primer ministro. Sin embargo, un año después, el 29 de mayo de 2000, George Speight, nacionalista de línea dura, realizó un golpe de Estado que derrocó a Chaudhry. El ejército intervino entonces con un contragolpe, que devolvió al país a la normalidad constitucional, imponiendo a Laisenia Qarase como primer ministro. Desde ese momento hasta el 2006, Qarase realizó una política de clemencia ante los autores del golpe de Speight. Esto no gusto en la cúpula del ejército, que exigía duras condenas hacia los golpistas.

## El golpe
El líder golpista que depuso al Gobierno de Fiyi declaró el estado de emergencia el 6 de diciembre y reforzó su poder tras asegurarse el control del Parlamento de Fiyi y detener a varias personalidades que se opusieron al golpe en la pequeña nación del Pacífico Sur. Bainimarama se autoproclamó presidente, colocando a Jona Senilagakali como primer ministro, lo que causó un importante rechazo en el Gran Consejo de Jefes, que siguió reconociendo a Qarase como jefe de gobierno.
Tras un proceso mediador en el que intervino, entre otros, Anand Satyanand, gobernador general de Nueva Zelanda, el 4 de enero Bainimarama devolvió la jefatura de estado al presidente constitucional, Josefa Iloilo, que al instante lo nombró director del poder ejecutivo del país.

## Repercusiones
El 4 de enero de 2007, los militares anunciaron que la restauración del poder ejecutivo al Presidente Iloilo, acarrearía acciones militares. Al día siguiente, Iloilo nombró a Bainimarama como el primer ministro en funciones, para indicar claramente que eran los militares quienes continuaban ostentando el control.
Tras sofocar el golpe de Estado, se comenzaron a publicar informes intimidatorios contra todos aquellos críticos al régimen. Está demostrado que dos personas murieron bajo custodia militar desde diciembre de 2006. Estas muertes fueron investigadas y los sospechosos ejecutados aunque no fue suficiente para apaciguar los ánimos.
El 9 de abril de 2009 la Corte de Apelación tiró por tierra la decisión de la Corte Suprema de que la oposición al gobierno de Qarase por parte de Bainimarama era legal, al declararla ilegal. Bainamarama accedió a dimitir del puesto de primer ministro en funciones de inmediato junto con todo su gobierno mientras el presidente Iloilo afirmaba "se trata de una persona distinguida e independiente de las partes de este pleito como primer ministro en funciones[...] y capaz de llevar a este país a una elecciones libres ...". Al día siguiente el presidente Iloilo suspendió la constitución, disolvió la corte de apelación se autodesignó Jefe del Estado. Bainimarama fue redesginado como primer ministro, y reinstauró su antiguo gabinete.
El 13 de julio el país se convirtió en la primera nación expulsada de los Foro de las Islas del Pacífico, por su incapacidad de efectuar unas elecciones democráticas hasta la fecha, y el 1 se septiembre se convirtió en el segundo país en ser excluido de la Mancomunidad de Naciones. La decisión fue tomada porque el comodoro Frank Bainimarama se negó a efectuar unas elecciones democráticas en 2010, elecciones de la Commonwealth de Naciones llevaba reclamando tras el golpe de Estado de 2006. Los críticos afirman que es el artífice de la abolición de la constitución y que ha efectuado delitos contra los derechos humanos al arrestrar y detener a sus oponentes.